# Алякринский, Пётр Александрович
Пётр Алекса́ндрович Аля́кринский (1892, Орёл — 1961, Москва) — советский художник-график, плакатист, иллюстратор, Заслуженный деятель искусств РСФСР (1945).

## Биография
Родился 20 октября (1 ноября) 1892 года в Орле.
В 1900—1910 годах занимался в Московском училище живописи, ваяния и зодчества у С. В. Иванова и А. М. Васнецова. Затем учился в университете Шанявского (1911—1915).
С 1910 года участвовал в выставках. С 1912 года выполнял для различных московских журналов шаржи и театральные зарисовки.
В 1917 году был театральным художником в Рязани и Козлове (ныне Мичуринск). С 1918 по 1922 годы жил в Ярославле, где преподавал в художественной школе и Свободных художественных мастерских, руководил Художественным отдела ярославского РОСТА.
В 1922 году переехал в Москву. Сотрудничал с изданиями «Красная Нива», «Тридцать дней», «Безбожник, «Мурзилка». Иллюстрировал книги, выходившие в крупных издательствах (Гослитиздат, Детгиз и другие). Иллюстрировал «Аэлиту» Алексея Толстого, стихи Демьяна Бедного и многое другое. Работал в области станковой графики. Участвовал в выставке группы «Объединение» (ОБИС, 1925), международной выставке «Искусство книги» в Лейпциге (1927), выставке «Плакат на службе пятилетки» (1932).
Во время Великой Отечественной войны создавал агитационные патриотические плакаты. Автор плакатов-лубков. Участвовал в выпуске плакатов мастерской «Окон ТАСС».
Умер 1 мая 1961 года. Похоронен на Введенском кладбище (уч. 14). Там же была похоронена его жена, художница Галина Васильевна Алякринская (1908—1975).
Работы П. А. Алякринского находятся в Государственном центральном музее современной истории России, Центральном музее Вооруженных Сил Российской Федерации, Самарском областном историко-краеведческом музее им. П. В. Алабина, Государственном историко-мемориальном музее-заповеднике «Сталинградская битва», в фондах Челябинского областного краеведческого музея и Научной библиотеки Российской Академии художеств, в частных коллекциях России, Великобритании, Франции и других.

## Комментарии
1. ↑  Имеется информация об Александре Григорьевиче Алякринском, который в 1892 году приехал в Орёл, поступив на службу на Орлово-Грязскую железную дорогу. По происхождению он был дворянином Зарайского уезда Рязанской губернии. Учился в Московском университете; был участником кружка С. Михалевича и П. А. Теллалова и в 1882 году исключён из университета за участие в студенческих беспорядках. В сентябре 1885 года он был арестован Московским жандармским управлением по делу бежавшего из Сибири С. Михалевича, но спустя месяц, 23 ноября, освобожден на поруки. По высочайшему повелению от 16.07.1887 выслан на три года под гласный надзор в Вологодскую губернию. По отбытии срока ссылки жил в Саратове, откуда в 1892 году уехал в Орёл.